# L'Étang-la-Ville
 L'Étang-la-Ville  es una población y comuna francesa, en la región de Isla de Francia, departamento de Yvelines, en el distrito de Saint-Germain-en-Laye y cantón de Saint-Nom-la-Bretèche.

## Demografía
| 2105 | 2506 | 4321 | 4361 | 4567 | 4496 |
| Para los censos de 1962 a 1999 la población legal corresponde a la población sin duplicidades (Fuente: INSEE [Consultar]) |      |      |      |      |      |